# Allan Cameron
Allan Cameron (Watford, 1952) è uno scrittore e traduttore scozzese.
Cresciuto in Nigeria e Bangladesh, insegna all'università di Glasgow. Ha tradotto 17 libri di diversi autori, tra i quali spiccano Norberto Bobbio, Romano Prodi ed Eric Hobsbawm. Ha scritto per L'Unità, la rivista bimestrale Reset e le riviste accademiche Teoria Politica and Renaissance Studies.

## Traduzioni
- (EN) Alessandro Barbero, The anonymous novel : sensing the future torments, Glasgow, Vagabond Voices Publishing, 2016, ISBN 9781908251626, LCCN 2016479792.
- (EN) Norberto Bobbio, Left and right : the significance of a political distinction, Chicago, University of Chicago Press, 1996, ISBN 0226062457, LCCN 96026392.
- (EN) Norberto Bobbio, Old age and other essays, Cambridge, UK, Polity, 2001, ISBN 0745623867, LCCN 2001021045.[2]

## Opere
- (EN) The Berlusconi bonus : the first draft of Adolphus Hibbert's confession, afterword by Alessandro Barbero, Edinburgh, Luath Press, 2005, ISBN 9780956056092, LCCN 2016364699.
- (EN) A barrel of dried leaves, Glasgow, Vagabond Voices, 2016, ISBN 9781908251640, LCCN 2017381615.
- (EN) Can the gods cry?, Glasgow, Vagabond Voices, 2011, ISBN 9781908251008, LCCN 2016364698.